# 久道茂
久道 茂（ひさみち しげる）、1939年（昭和14年）1月3日 - 2020年（令和2年）10月24日）は、日本の内科医。専門は、消化器病学 、内視鏡、疫学、公衆衛生学。東北大学名誉教授。

## 経歴
宮城県涌谷町生まれ。東北学院高校、東北大学医学部卒業。東北大学大学院医学研究科内科学系専攻修了(医学博士)。東北大学教授(公衆衛生学講座担当)。東北大学大学院医学系研究科長・医学部長。令和2年、肝不全のため死去（享年81）。

## 役職
宮城県病院事業管理者兼宮城県立がんセンター総長。公益財団法人宮城県対がん協会会長。日本学術会議会員公衆衛生審議会会長。厚生科学審議会会長。国立保健医療科学院評価委員会委員長。

## 学会関連
日本公衆衛生学会総会会長・名誉会員。日本消化器がん検診学会名誉会員。日本消化器集団検診学会総会会長。日本疫学会総会会長。日本医学教育学会総会会長。日本体力医学会会長。日本胃癌学会特別会員。日本癌学会名誉会員。日本医学会副会長。日本医学会学術推進会議委員。

## 受賞歴
日本消化器集団検診学会有賀記念学会賞。日野原重明賞(日本総合健診学会健康科学・予防医学賞)。日本癌学会長與又郎賞。日本医師会優功賞。朝日がん大賞。涌谷町名誉町民推戴。

## 単著
1. 医学判断学入門―われわれの判断や解釈はまちがっていないか 1990
2. がん検診のはなし　1998
3. 公衆衛生の責任―これからの保健・医療をめざして　2000
4. 病院経営ことはじめ2004
5. 医学と医療の品格 2006
6. がん検診判断学　2010
7. 病院監査ことはじめ 2016

## 参考資料
- 尚仁会誌（東北大学医学部第三内科同窓会誌）、第73号（令和2年6月）